# 納富介次郎
納富 介次郎（のうとみ かいじろう、天保15年4月3日（1844年5月19日） - 大正7年（1918年）3月9日）は、日本の画家、工業デザイナー、また教育者。号を介堂という。現在の石川県立工業高等学校、富山県立高岡工芸高等学校、香川県立高松工芸高等学校および佐賀県立有田工業高等学校をそれぞれ創立し、校長を務めた。

## 生涯
天保15年（1844年）4月3日、小城藩（佐賀藩の支藩）士で神道家・實行教教祖の柴田花守の次男として生まれ、実父に日本画を学んだ。安政6年（1859年）、16歳の時に佐賀藩士の儒学者・納富六郎左衛門の養子となり、翌年長崎に出て南画を学ぶ。
このような画業の一方で、文久2年（1862年）には幕府勘定吟味役・根立助七郎の従者として、同じ佐賀藩士・中牟田倉之助や長州藩の高杉晋作と共に上海に渡って貿易調査を行い、見聞録を作成している。この後、明治2年（1869年）にも大阪佐賀藩商会と清の貿易業務で上海を再訪した。また明治4年（1871年）には横浜で貿易業を研究し、そのかたわらで油絵を学んでいる。
明治6年（1873年）のウィーン万国博覧会で政府随員として渡欧し、ゴットフリード・ワグネルの斡旋によりオーストリア帝国・ボヘミアのエルボーゲン製陶所で伝習生として陶磁器の製造を学んだ。フランスのセーブル製陶所を見学した後、明治8年（1875年）に帰国している。この渡欧を通じて、一品制作による美術品の輸出には限界があり、工芸品の量産体制を整える事が日本の貿易収支改善のために重要なことを認識し、工業・工芸学校の創立など後に教育活動に携わる契機となった。また、科学技術を応用して機能的で需要に応えた製品を作る事が重要である、とウィーン万博紀要の中で述べている。
翌年のフィラデルフィア万博では、専任審査官として出品審査を行うとともに、自らデザインした陶磁器なども出品した。これは有田など産地の職人から、海外向けの作品を作るにあたって図案を示して欲しい、との要望が政府にあったためである。なお、英語の「Design」（デザイン）を「図案」と翻訳したのは納富だと言われている。
帰国後の明治10年（1877年）に塩田真とともに江戸川製陶所を設立したが、7年後に閉鎖している。また、この時期には石鹸、漆器、銅器の製作も行うなど、実験的事業を幅広く手掛けた。
明治16年（1883年）に石川県に招かれて陶器や漆器の製造を指導し、中国への輸出を勧めるなどした。翌々年に再び招かれ、一年間技術指導を行い、絵画品評会の審査長なども務めている。これらの金沢滞在時には、工芸品の生産体制の協同・効率化を特に提言しており、同業者組合の設立や物流の効率化を進めている。
この嘱託期間の終了時に金沢工業学校（現・石川県立工業高等学校）の設立を県に働きかけ、明治20年（1887年）に学校が創立されるとその初代校長となった。専門画学部、美術工芸部、普通工芸部の3部が設けられており、日本初の中等実業教育機関であった。また、最初に工業学校を名乗った学校でもある。3年9ヶ月の在職の後、明治27年（1894年）に富山県工芸学校（現・富山県立高岡工芸高等学校）を創立し、同じく初代校長となり3年以上勤務した。ここでは仏壇や高岡銅器の生産が盛んな現地の環境を踏まえ、木材彫刻、金属彫刻、鋳銅、髹漆の4科を設けた。
続いて明治31年（1898年）には香川県工芸学校（現・香川県立高松工芸高等学校）を創立し、ここでも3年以上にわたって初代校長を務め、木工部と金工部を置いた。この後、明治34年（1898年）に郷里の佐賀県立工業学校（現・佐賀県立佐賀工業高等学校）の2代目校長として働き、同校の分校だった佐賀県立有田工業学校（現・佐賀県立有田工業高等学校）を明治36年（1903年）に独立開校させた。納富が金沢・高岡・高松・有田で創立したこれら4つの高校は互いに姉妹校となっている。
晩年は東京で絵画と彫刻をたしなみ、大正7年（1918年）3月9日に73歳で亡くなった。墓所は雑司ヶ谷霊園。

## 略歴
- 1844年（弘化元年）: 小城藩士・柴田花守の次男として生まれる。
- 1859年（安政6年）: 佐賀藩士・納富六郎左衛門の養子となる。
- 1860年（万延元年）: 長崎に出て南画を学ぶ。
- 1862年（文久2年）: 上海に渡って貿易調査を行う。
- 1873年（明治6年）: ウィーン万国博覧会で政府随員として渡欧し、陶磁器の製造を学ぶ。
- 1875年（明治8年）: 帰国する。
- 1876年（明治9年）: フィラデルフィア万博の専任審査官となり、渡米する。
- 1877年（明治10年）: 帰国し、江戸川製陶所を設立。
- 1884年（明治17年）: 江戸川製陶所を閉鎖。
- 1887年（明治20年）: 金沢工業学校（現・石川県立工業高等学校）を創立。
- 1894年（明治27年）: 富山県工芸学校（現・富山県立高岡工芸高等学校）を創立。
- 1898年（明治31年）: 香川県工芸学校（現・香川県立高松工芸高等学校）を創立。
- 1898年（明治34年）: 佐賀県立工業学校（現・佐賀県立佐賀工業高等学校）の2代目校長に就任。
- 1903年（明治36年）: 佐賀県立有田工業学校（現・佐賀県立有田工業高等学校）を佐賀県立工業学校より独立させ開校。
- 1918年（大正7年）: 73歳で亡くなる。

## 著書
- 『上海雑記　草稿』（東方学術協会『文久二年上海日記』全国書房　昭和21年）